# Cantó de Ligueil
El cantó de Ligueil és un cantó francès del departament de l'Indre i Loira, situat al districte de Loches. Té 13 municipis i el cap és Ligueil.

## Municipis
- Bossée
- Bournan
- La Chapelle-Blanche-Saint-Martin
- Ciran
- Esves-le-Moutier
- Ligueil
- Louans
- Le Louroux
- Manthelan
- Mouzay
- Saint-Senoch
- Varennes
- Vou

## Història
| Data d'elecció                           | Identitat                 | Partit           | Qualitat |
| ---------------------------------------- | ------------------------- | ---------------- | -------- |
| 1945-1949                                | M. Gaudron                | SFIO             |          |
| 1949-1967                                | Maurice Lemaigre-Dubreuil | divers droite    |          |
| 1967-1979                                | M. de Thoré               | Divers droite    |          |
| 1979-1992                                | Michel Guignaudeau        | MRG              |          |
| 1992-2011                                | Michel Giraudeau          | UDF, després UMP |          |
| 2011-                                    | Michel Guignaudeau        | Divers gauche    |          |
| les dades anteriors no són pas conegudes |                           |                  |          |
|                                          |                           |                  |          |

## Demografia
| A partir de 1990: Població sense dobles comptes |